# Amilcar Type CGS

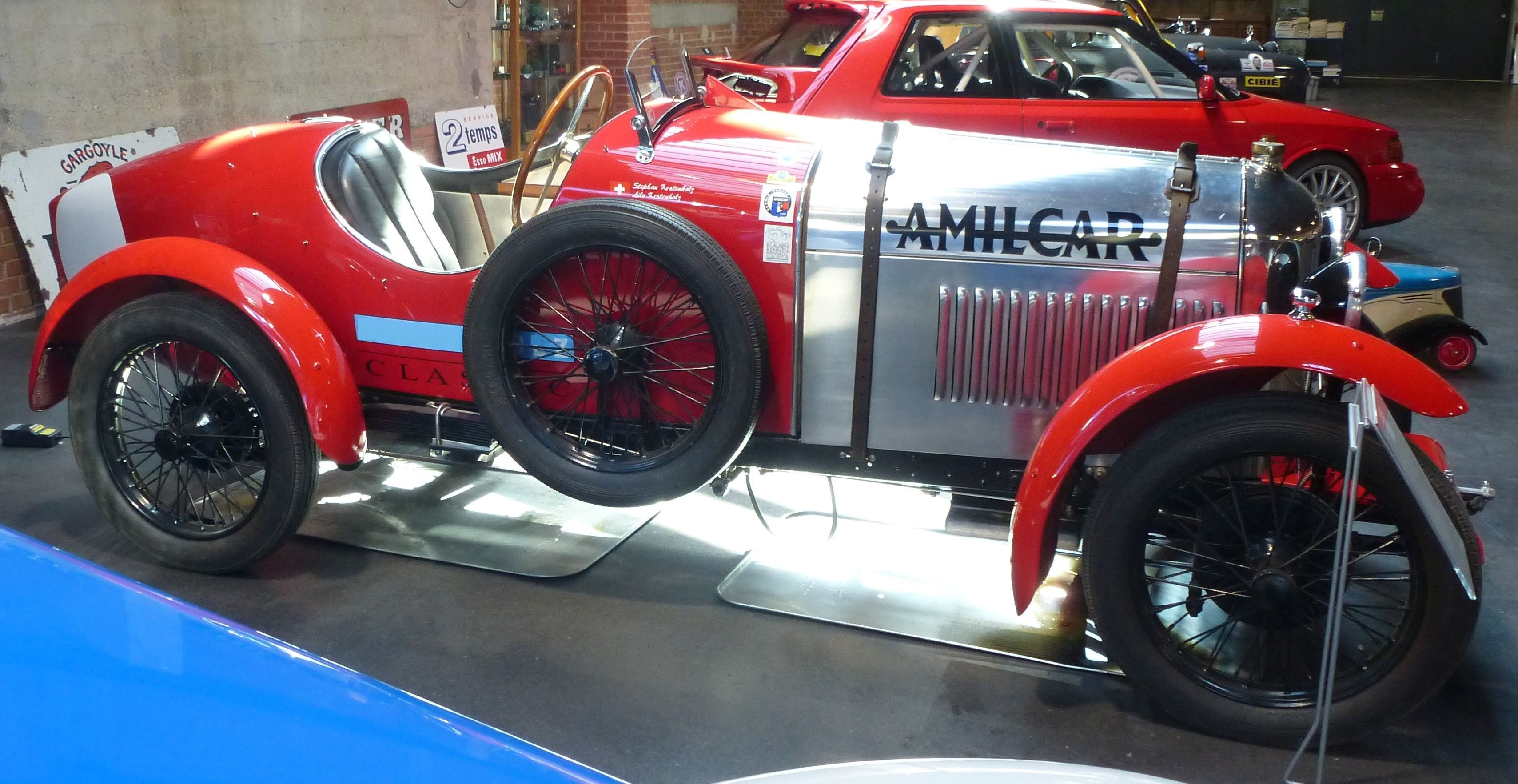
Seitenansicht

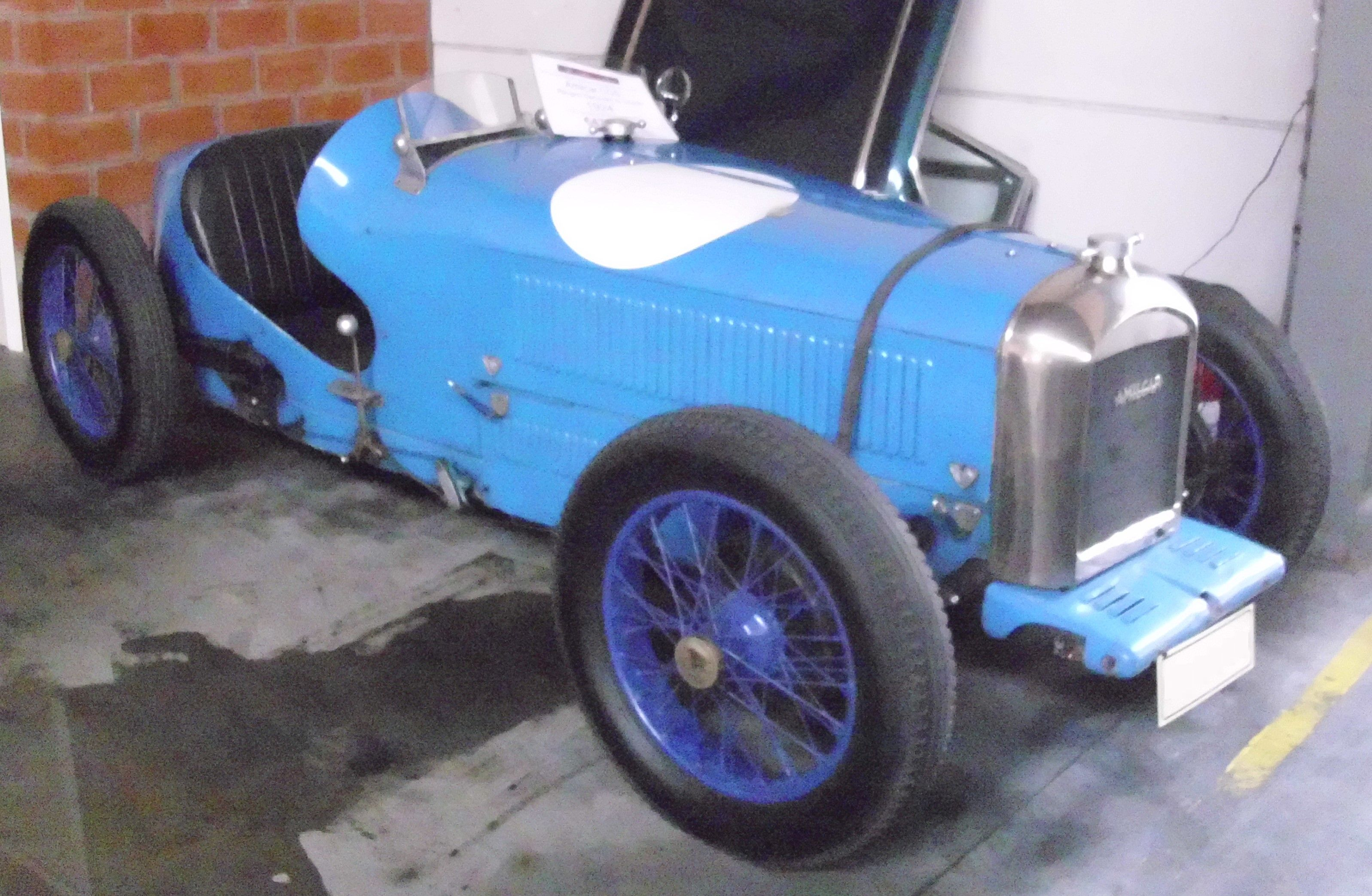
Fahrzeug mit Sonderkarosserie von Panigoni

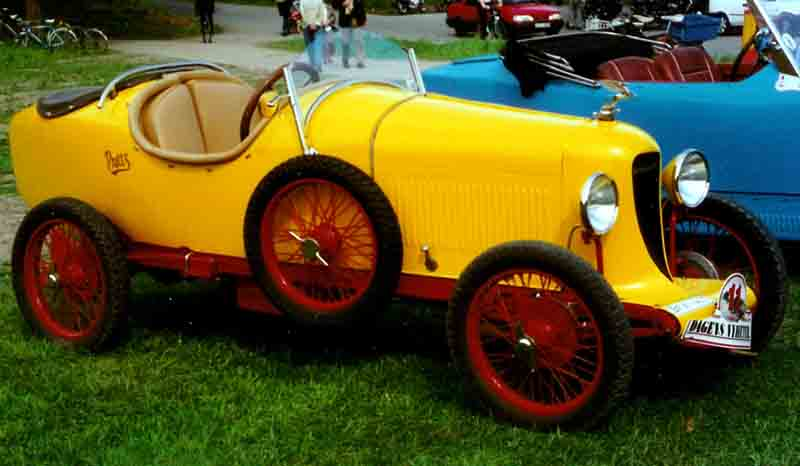
Amilcar Type CGS 3 mit drei Sitzen

Der Amilcar Type CGS sowie die Variante Amilcar Type CGS 3 (kurz Amilcar CGS und Amilcar CGS 3) waren Pkw der französischen Marke Amilcar. Das CGS stand für Chassis Grand Sport.

## Beschreibung
Dieser Sportwagen wurde im Oktober 1923 auf dem Pariser Autosalon präsentiert. Er war noch sportlicher ausgelegt als der Amilcar Type CS, auf dem er basierte.
Das Fahrzeug hatte erneut einen Vierzylindermotor mit Thermosiphonkühlung. Die Bohrung war auf 60 mm vergrößert worden, während der Hub weiterhin 95 mm betrug. Das ergab 1074 cm³ Hubraum und 7 Cheval fiscal. 33 PS Motorleistung sind angegeben.
Frontmotor, Kardanwelle und Hinterradantrieb waren für die Zeit typisch. Das Getriebe hatte drei Gänge. Der Radstand betrug 2425 mm und die Spurweite 1090 mm. Auf ein Differentialgetriebe wurde verzichtet. Die Fahrzeuge hatten Vierradbremsen.
Der CGS war als zweisitziger Roadster karosseriert und wog zwischen 500 und 550 kg. 1924 kam der CGS 3 dazu. Er hatte hinter den Vordersitzen einen dritten Sitz, der oberhalb der Hinterachse angeordnet war und daher schlecht erreichbar war. Sein Leergewicht war mit 630 kg angegeben. Das Karosseriebauunternehmen Carrosserie Charles Duval fertigte auch ein Coupé.
Anhand der Seriennummer 1 bis 2000 und 41.001 bis 41.925 erschließt sich, dass maximal 2925 CGS entstanden. Allerdings ist eine Überschneidung mit dem Nachfolgemodell möglich. Für den CGS 3 sind die Nummern 1 bis 525 und 50.526 bis 50.698 überliefert, was auf maximal 698 Fahrzeuge hindeutet. Diese Zahlen von insgesamt über 3000 Stück erreichte kein anderes Amilcar-Modell.
Ende 1926 wurde die Produktion eingestellt. Nachfolger wurde der im Juni 1926 präsentierte Amilcar Type CGSS.

## Auktionsergebnisse
Bonhams versteigerte 2014 einen auf 1927 datierte Zweisitzer für 34.500 Pfund Sterling.
2016 wurde ein 1924er Dreisitzer mit einem unteren Schätzpreis von 110.000 US-Dollar nicht versteigert.
2019 wurden für einen Dreisitzer 89.600 Dollar, für einen Zweisitzer 71.300 Pfund und für einen anderen Dreisitzer 100.050 Euro erzielt.